# Varsány
Varsány es un pueblo ubicado en el condado de Nógrád, Hungría.

## Superficie
Posee una superficie de 25,58 kilómetros cuadrados.

## Demografía
Hasta 2021 la población era de 1545 habitantes, con una densidad de población de 60,39 habitantes por kilómetro cuadrado.